# Эллиот (ЮАР)
Эллиот, англ. Elliot — город в муниципальном округе Крис-Хани в Восточной Капской провинции ЮАР.
Расположен на реке Слэнг, в 80 км к юго-западу от Маклира (Maclear) и в 65 км к юго-востоку от Баркли-Ист (en:Barkly East).

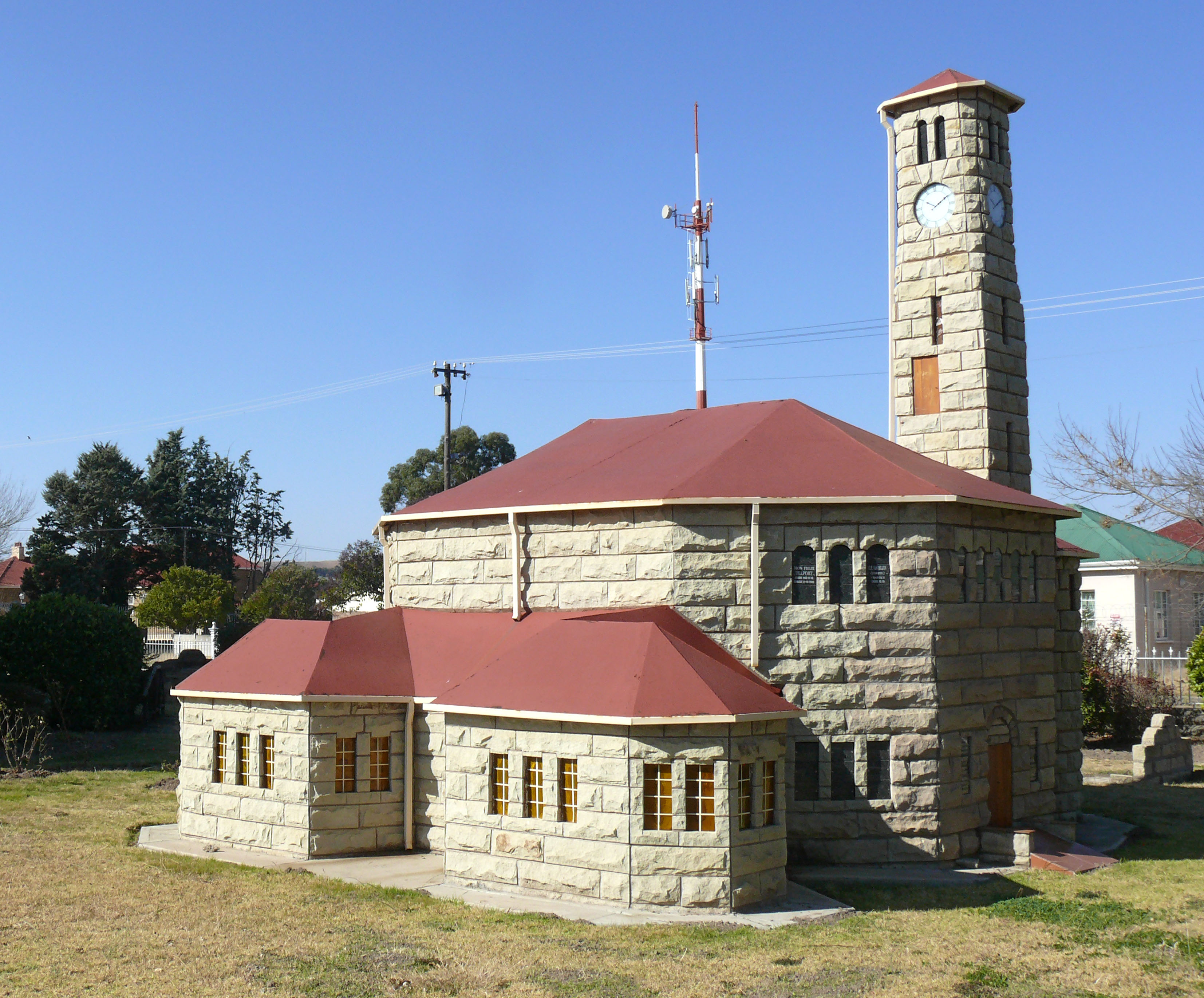
Церковь Эллиота

Город основан в 1885 г. и стал муниципалитетом в 1911 г. Назван в честь сэра Генри Джорджа Эллиота (1826—1912), главного магистрата Транскейской территории в 1891—1902 гг.

## Уроженцы
- Ос дю Рандт (род. 1972) — южноафриканский регбист, двукратный чемпион мира.